# 臭化チタン(III)
臭化チタン(III)(Titanium(III) bromide)は、化学式TiBr3の無機化合物である。青黒色の常磁性の固体で、反射は赤みを帯びている。利用はほとんどないが、アルケン重合の触媒である。

## 合成と構造
臭化チタン(III)は、水素雰囲気中、臭化チタン(IV)を加熱することで得られる。
2 TiBr4  +  H2   →   2 TiBr3  +  2 HBr
金属チタンと臭化チタン(IV)の均等化によっても作られる。
Ti  +  3 TiBr4   →   4 TiBr3
臭化チタン(III)の2つの多形が知られており、どちらも八面体のTi中心を持つ。

## 反応
加熱すると、臭化チタン(II)と揮発性の臭化チタン(IV)を生じる。
2 TiBr3   →    TiBr4  +  TiBr2
ピリジンやニトリル等のドナー溶媒に溶解し、3:1の付加物を生成する。
TiBr3  +  3 L   →   TiBr3L3